# 중세 후기
중세 후기(Late Middle Ages)는 유럽사의 시대 구분 중 하나로 14세기부터 15세기 중반까지를 의미한다. 이는 중세 중기 이후에 등장하며 이후에는 근세가 등장한다.(르네상스) 1300년 유럽 전역에서는 기근과 흑사병이 창궐하기 시작한다. 이는 유럽인구의 급감을 야기했다. 이러한 인구감소는 사회불안과 폭동을 야기했다. 프랑스와 잉글랜드의 경우 소작농들이 자주 난을 일으켰는데, 자크리의 난과 와트 타일러의 난이 대표적인 예이다. 이 뿐만 아니라 백년전쟁까지 발발했다. 게다가 기독교의 경우 서방 교회의 분열로 로마와 아비뇽에 교황이 두 명이 있게 되는 사건까지 발발한다. 이를 서양 역사가들은 중세 후기의 수난이라고 일컫는다.비록 이러한 혼란이 있다해도 14세기에는 과학과 예술에는 여러 진보적인 성과가 등장하기 시작했다. 고대 그리스 미술과 중세 중기부터 기인한 고대 로마의 라틴어 문서의 경우 이탈리아 르네상스를 이끌었다. 특히 12세기의 르네상스의 경우 십자군 전쟁이후 그리스 학자들이 피신을 오면서 시작되었고, 이는 오스만 제국의 콘스탄티노플 점령 이후 가속화되어 비잔틴 제국의 학자들이 서방으로 피난지를 찾으면서 르네상스를 앞당겼다. 특히 이탈리아반도의 경우 더욱 그랬다. 이러한 고전의 지식과 인쇄술이 결합하면서 이는 종교 개혁을 이끌었으며, 중세 말기 말엽에는 대항해시대를 열기도 했다. 오스만 제국이 성장하여 콘스탄티노플 함락을 한 1453년, 오스만 제국에 의해 동쪽 길이 막히고 나서 신 항로를 개척해야만 했다. 콜럼버스의 경우 1492년 아메리카 대륙을 '발견'했으며, 바스코 다 가마의 경우 인도와 아프리카의 해안을 따라 1498년 항로를 개척했다. 이 사건들은 유럽의 국가들의 경제력과 군사력을 증강시키는 발견이었다. 이러한 변화는 중세와 근대 사이를 연결해주는 근세시대를 열었으며, 고전의 지식이 현대로까지 전승되게 해주는 큰 역할을 해주는 시대라고 역사가들은 평가하고 있다.

## 역사

### 교황권의 쇠퇴
13세기 초반부터 십자군의 성과에 대한 기대가 어긋나서 신앙심이 흔들리기 시작하는 가운데 교황의 프랑스의 앙주 가 등 세속 군주에의 예속이 시작되어서 교황의 지위가 세속 군주에 의해 좌우되게 되었다. 또한 이미 숙정(Mastery)이 실시되고 있었음에도 불구하고 성직 매매는 속권의 개입에 의해서 계속되었다. 이같은 상황은 단순히 교회 내부의 부패에 의할 뿐만 아니라 봉건 사회의 해체와 병행하여 진행되던 유럽의 근세적인 중앙 집권 국가 형성이라는 사정도 반영한 것이었다. 이리하여 로마 교회에는 아나니 사건, 교황의 아비뇽 유수, 교회의 대분열 등 비운과 고통에 찬 여러 사건이 연이어 야기되었다. 그리고 동시에 종교개혁의 선구적 운동으로서의 위클리프를 비롯한 일련의 교회 비판이 전개되기 시작했고, 한편 콘스탄츠, 바젤 등에서는 개혁을 위한 종교회의에 따라서 로마 교회의 재건을 위한 노력이 전개되었다.

### 흑사병의 창궐
14세기 중반의 흑사병에 의한 인구 격감은 노동력의 부족을 초래하여, 영주는 노동력 확보를 위하여 농민의 부담 경감을 꾀하였고, 농민은 또한 반란이나 도망 등의 반항을 통해서 사회적·경제적 지위를 향상시켰다. 이리하여 14, 15세기에는 장원제의 동요가 계속되었다. 부역의 금납화 진전, 영주 직영지의 해체에 의해 15세기에는 독립 자영 농민층의 형성을 보기에 이른다. 이와 같은 장원제·봉건 영주제 붕괴의 위기 속에서 봉건 영주가 부역의 부활, 중세(重稅)의 부과 등 봉건 반동(反動)을 강화했을 때, 프랑스의 자크리의 난(1358), 영국의 와트 타일러의 난(1381) 따위의 농민 봉기가 일어났다.

### 프랑스

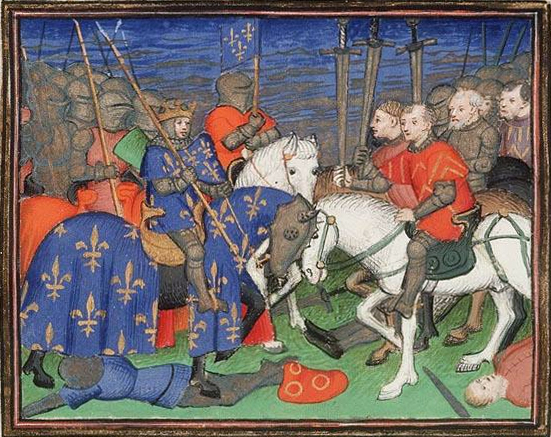
부빈에서의 프랑스 왕 필리프 2세의 승리

필리프 2세 오규스트는 영국 왕 존으로부터 프랑스 국내의 봉지(封地)를 몰수하고, 노르망디, 브레타뉴, 앙주를 왕령에 추가시키고, 부빈 싸움(1214)에서 존과 독일 황제 오토 4세에 승리했다. 알비조아 십자군 때는 남프랑스의 툴루즈를 지배 아래 넣었다. 프랑스에서는 “봉주(封主) 없는 토지 없다.”, 국왕은 “일체의 봉주에 우선되는 무조건적 봉주”라는 봉건법적 원칙이 관철되어 집권적 봉건 왕정이 형성된다. 이것을 유지한 관료제는 필리프 2세부터 루이 9세의 치세에 걸쳐 정비되었다. 중앙에는 최고 법정 파루루먼 및 회계원이 있고, 시민 계급 출신의 법조가가 활약했다. 지방 행정은 국왕이 임명하는 유급 관료인 바이이(Baillis), 세네샬(Snchal) 및 하급 관리인 프레보(Prvot, 청부제 관리)에 의해서 운영되고 있었다. 왕권의 확대는 교황과의 충돌을 초래했다. 필리프 4세는 보니파키우스 8세와 승려 과세권(僧侶課稅權)을 둘러싸고 대립하여 3부회를 소집하였으며(1302), 다음해 교황을 아나니에서 습격하여 분사시켰다. 그의 통치에서는 법조가적 정치 고문들이 중요한 역할을 하였고, 집권 체제는 정점에 달했다.
이후 프랑스는 영국과 치열한 백년전쟁을 치렀고, 비로소 프랑스에서는 절대왕정이 들어서기 시작했다.

### 영국

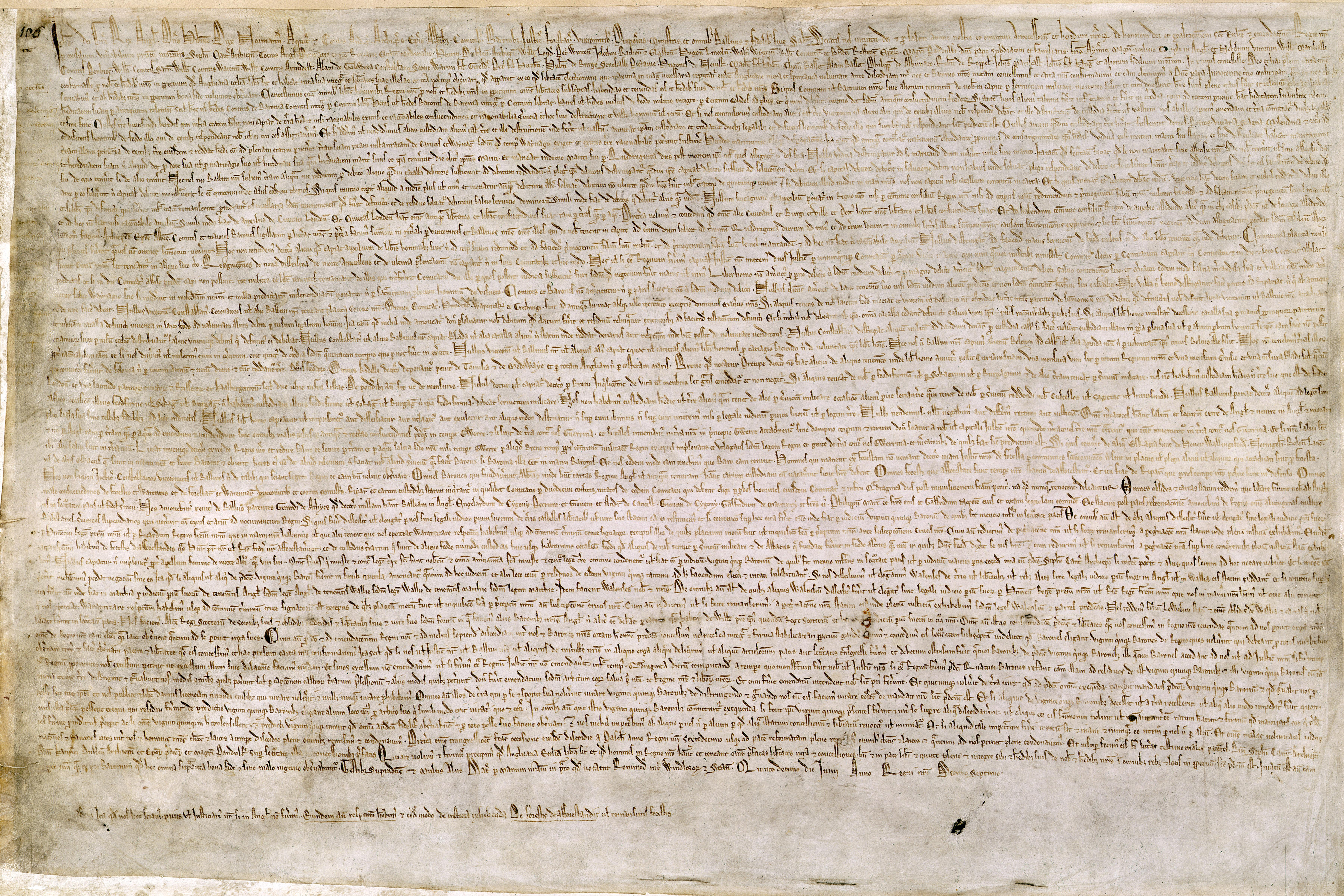
마그나 카르타

영국의 왕권은 ‘노르만 정복’ 이래 봉건 제후(諸侯)를 누르고 집권적 봉건 왕정을 형성하고 있었는데 존 왕의 실정(失政)에 의해서 귀족·대상인의 저항을 받아 1215년에 마그나 카르타를 승인하였다. 헨리 3세는 남프랑스 출신의 총신(寵臣)에 의한 전제적 정치를 실시하여 이것도 1258년 귀족의 저항을 받았다. 귀족은 옥스퍼드 협정을 제출하고 15명의 국왕 고문관 회의인 왕정 감시 위원회를 설치했다. 후에 왕이 이것을 무시하자, 개혁파 귀족은 시몽 드 몽포르를 지도자로 하여 또 반란을 일으켜 국왕을 1264년 격파했다. 다음해 시몽은 귀족 및 고승(高僧)에, 주 선출의 기사와 도시 대표를 합쳐서 소위 ‘시몽 드 몽포르 의회’를 개최했다. 에드워드 1세의 치세가 되자 내란 시대 봉건제의 혼란을 수습, 국왕 대권에 의한 입법 활동도 실시되어 봉건 왕정의 재편성을 기도했다. 의회 제도도 영국 국제(國制) 속에 채택되었다. 1295년 소집된 의회는 성직자·귀족 외에 주와 도시의 대표를 추가하여 ‘모범의회’라 불리고 있다. 의회는 또한 국왕 자문회의적 성격이 강했는데 국정의 중심 기관으로서 상당히 계속적으로 개최되었다.

### 독일
영국·프랑스에서의 집권적 봉건 왕정이 확립되어 가고 있을 때, 독일에 있어서는 제후(諸侯)의 영방 주권이 확인되어 통일적 국가 형성에의 길이 막혀버린다. 독일의 분권적 경향은 이미 호엔슈타우펜 왕조의 황제 정책 속에서 준비되고 있었다. 프리드리히 2세(프레드릭 2세)가 성속 제후(聖俗諸侯)를 위한 2칙령에서 많은 특권을 승인한 것은 영방국가 형성에의 제1보가 되었다고 한다. 호엔슈타우펜  왕조 단절 후 대공위 시대와 정치적 혼란이 계속되고 황제의 지위도 선거후(選擧侯) 등의 이해에 좌우되어 권위를 잃었으며, 반대로 영방군주·제후에 의한 영방 내의 권력 집중이 진행되었다. 룩셈부르크가의 카를 4세가 내린 금인칙서는 선거왕제(選擧王制)를 법정화하여 제국의 안정과 통일을 기도한 것이었다고는 하더라도 결과적으로 독일의 영방국가 체제를 확실하게 굳혔던 것이다.

### 이탈리아
12,13세기 도시 귀족에 의한 도시공화제의 전성에 따라 상공 시민층이 동직 조합을 결성하여 정치적 발언권을 강화시키고 도시 귀족과의 대립을 심화시키자 도시에서는 여러 당파와 이해관계가 없는 외부의 봉건귀족이 포데스타(Podesta)로서 군사·사법권을 위임받았다. 이 시기의 귀족적 시민 상호간의 당파싸움은 황제당·봉건 귀족층에 대항하는 교황당·신흥 부상층(富商層)이라는 정치적 대립이 형성되었다. 독일 황제 프리드리히 2세 아래서 이 당쟁은 격렬하게 전개되었다. 그의 사후 프랑스는 앙주가의 샤를이 시칠리아 왕국을 지배하는데 시칠리아의 만종 사건으로 패퇴, 아라곤 왕가가 이와 대치된다. 이 혼란의 과정에서 대부분의 도시는 세습적 시뇨리아가 지배하게 되었다. 베네치아, 제노바, 피렌체 등 세 도시는 공화정(共和政)을 계속 유지했으나 최후까지 변하지 않았던 곳은 베네치아뿐이었다.

### 이베리아반도
카스티야 왕국은 코르도바(1236), 세비야(1248)를 점령하여 이슬람을 압박하고 아프리카 침입도 계획하게 되었으나, 오랜 전쟁 동안에 귀족의 힘이 강해지는 반면 농업은 쇠퇴하고 강대한 무력·경제력을 가진 대교단(大敎團)이 생겨서 훗날 에스파냐 국가의 불균형이 이미 싹트고 있었다.
아라곤 왕국은 카탈루냐를 합병한 다음에도 영토를 확장하는 한편 발레아레스 제도를 점령하고(1229-1235), 지중해에 진출하여 북아프리카 정복을 계획하고 다시 십자군을 자칭하여 시칠리아를 점령했는데(1282-1285), 국내의 귀족·도시는 이에 반대하여 원래 국왕의 봉신 회의였던 코르테스의 이름으로 1283년 왕권의 제한을 결의하였다. (아라곤의 마그나 카르타) 그 후 국왕은 시칠리아와 사르지니바, 코르시카를 교환하고 오랫동안 제노바, 피사와 싸웠으나 14세기 중반에는 코르테스를 누르고 15세기 초에는 시칠리아까지도 합병하여 한때 서지중해를 제패하였다.
포르투갈 왕국은 1294년 영국과 통상 조약을 체결하여 경제 발전에 노력하였고, 드디어 카스티야를 격파하여 1385년에 독립을 완전히 확보하였다.

### 백년 전쟁

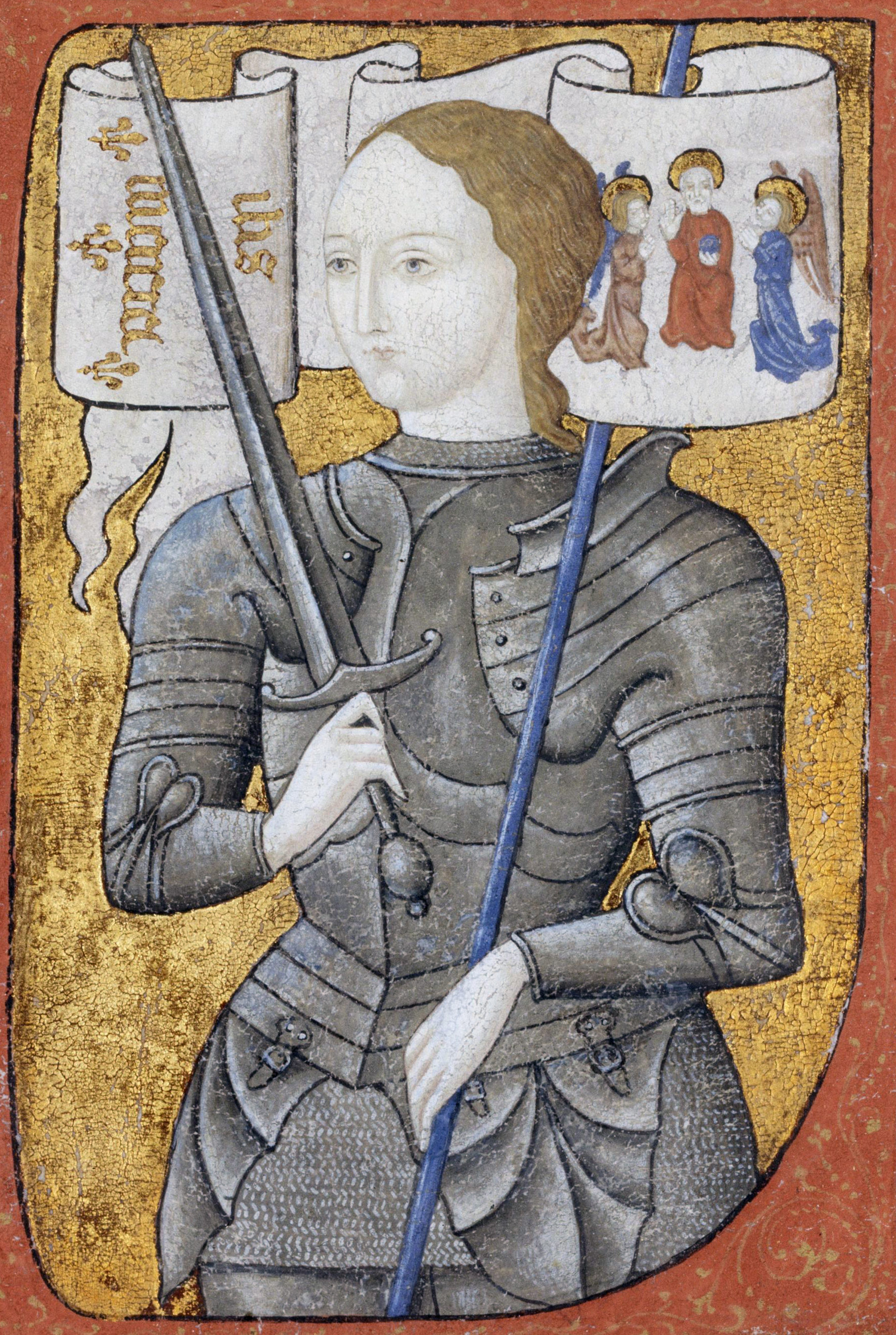
잔 다르크 (c.1450–1500)

1328년 카페 왕조가 단절되자, 영국 왕 에드워드 3세는 발루아 왕조의 필리프 6세에 대항하여 자신의 카페 왕조 상속권을 주장하고, 이를 구실로 하여 전단(Warfare)을 열었다. 전쟁 초기에는 영국군이 우세하여 에드워드 흑태자가 인솔했던 궁병대는 프랑스 기사군을 크레시(1346), 푸아티에(1356)에서 격파하였다. 플랑드르의 도시 칼레가 함락된 것도 이 때이다. 그동안 프랑스는 거듭되는 전란과 흑사병의 맹위로 극히 피폐되었으며, 태자 샤를은 파리의 에티엔 마르셀의 난과 자크리의 난을 진압한 후, 겨우 1360년 영국과 브레티니의 화약을 맺었다. 즉위 후 샤를 5세는 군제개혁과 왕실재정의 강화에 노력하고, 아키텐 귀족의 반항으로 동요하는 영국에 대하여 공세로 나가, 그의 치세(Rule the world) 동안에, 거의 실지(Lackland) 회복에 성공하였다.
1380년 샤를 5세가 죽은 후 왕제, 제후의 섭정 정치하에서 국정은 재차 문란해지고, 더욱이 샤를 6세의 정신병이 악화된 데다, 왕족제후의 대립이 아르마냐크파와 부르고뉴파의 항쟁으로 발전하여 국내는 완전히 분열되었다. 영국왕 헨리 5세는 이 기회를 이용하여, 1415년 노르망디 상륙, 아쟁쿠르의 싸움에서 아르마냑 군을 격파하고, 1420년 트루아 조약(Treaty of Troyes)에 의해 광왕 샤를로부터 프랑스 왕위 계승권을 획득하였다. 그후 1422년 헨리 5세, 샤를 6세가 잇달아 죽자, 헨리 6세는 소위 영·프 복합 왕국의 왕호를 칭하고, 한편 샤를 7세는 르와르 이남에 위축되어 전혀 위세를 떨치지 못했다. 그러던 중 1429년 잔다르크가 출현하여, 포위된 오를레앙을 해방시킨 이래, 프랑스 군은 마침내 공세로 나아가, 1435년 부르고뉴 공작과의 화약이 성립되고, 다음해 파리를 탈환하여 칼레시를 제외한 전프랑스 영토에서 영국군을 격퇴하였다. 이 전쟁으로 프랑스에서는 상비군의 창설, 왕실 재정의 확립, 제후 세력의 억압 등으로 왕권이 강화되었으며, 영국에서도 이 전쟁 직후에 일어난 장미전쟁 때 겨우 절대주의 왕권이 성장하여 두 나라는 모두 중앙집권적 국가로서의 단서가 열리게 되었다.

### 러시아
몽골 킵차크 한국의 지배하에 퇴보를 거듭하던 13세기 러시아에서는 14세기 중반이 되자마자 이반 1세의 모스크바 대공국이 발전하기 시작하여 이반 3세 때인 1480년에 지배를 벗어나 독립함과 동시에 국내 통일이 추진됐다. 오스만 투르크 제국에 의해서 멸망한 동로마 제국의 후계자, 그리스 정교의 옹호자로 자처하는 그의 사업은 손자인 이반 4세에 계승되어 국내의 귀족 세력이 탄압되고 왕권은 현저히 강화되었다. 이반 3세에 의해서 비롯된 차르의 칭호가 공식적으로 사용되게 된 것도 그의 대에서였다. 이반 4세 아래서 카잔 한국·아스트라 한국이 병합되었고 예르마크의 시베리아 정복이 개시되었다.

## 기술

### 화약과 총포
화약이 유럽에 전해진 것은 몽골인의 유럽 침입, 즉 1220년대이다. 이후 무려 110년후인 1330년에 독일의 벨트루트 슈발츠가 유럽인으로서는 처음으로 화약을 제조하였다. 백년전쟁의 초기에는 영국군이 이미 20문의 대포를 사용하였고 1360년대에는 소총의 선구(先驅)인 수포(手砲)가 생겼으며, 1424년에는 화승총(火繩銃)이 발명되었다. 화약·총포의 사용은 전술의 대전환을 가져왔고 기사의 몰락, 제국(諸國)의 집권화, 식민지 진출 등을 촉진하였다. 에스파냐의 멕시코 정복, 포르투갈인의 인도 진출 등은 총포 사용이 효과를 올린 사례이다.

### 나침반
중국에서는 물에 자침(磁針)을 띄워서 방향을 알아내는 방법이 이미 11세기 경부터 알려져 있었다. 이것이 아라비아인에 이용되어서 나침반의 전신이 되어 지중해·인도양의 항해에 사용되고 있었다. 이것을 다시 개량, 실용화한 것은 13세기 이탈리아 아마루피의 후라비오 조야라고 한다. 나침반의 개량은 해도(海圖)·지도 기타 항해 기술의 개량과 더불어 훗날 지리상의 발견에 크게 공헌했다.

## 같이 보기
- 중세
- 중세 초기
- 중세 중기
- 대항해시대
- 종교개혁
- 르네상스

## 참고 문헌
- 이 문서에는 다음커뮤니케이션(현 카카오)에서 GFDL 또는 CC-SA 라이선스로 배포한 글로벌 세계대백과사전의 내용을 기초로 작성된 글이 포함되어 있습니다.

## 참조
1. ↑  Austin Alchon, Suzanne (2003). A pest in the land: new world epidemics in a global perspective. University of New Mexico Press. p. 21. ISBN 0-8263-2871-7.
2. ↑  Cantor, p. 480.
3. ↑  Cantor, p. 594.

| 이전 중세 성기 |  | 다음 근세 |